# Siergijewskoje (rejon uricki)
Siergijewskoje (ros. Сергиевское) – wieś (sieło) w Rosji, w obwodzie orłowskim, w rejonie urickim. W 2010 liczyła 77 mieszkańców.